# Василевщина (Фанипольский сельсовет)
Василе́вщина (бел. Васілеўшчына) — деревня в составе Фанипольского сельсовета Дзержинского района Минской области Беларуси. Деревня расположена в 19 километрах от Дзержинска, 15 километрах от Минска и 5 километрах от железнодорожной станции Фаниполь, также расположена на побережье реки Вязенская.

## История
Во второй половине XIX века—начале XX века находилась в составе Самохваловичской волости Минского уезда Минской губернии. В 1917 году в селении насчитывалось 8 дворов и проживали 62 жителя.
С 20 августа 1924 года деревня находилась в составе Гричинского сельсовета Самохваловичского района Минского округа. С 23 марта 1932 года в составе Фанипольского польского национального сельсовета, который являлся частью Дзержинского польского национального района. 31 июля 1937 года полрайон был упразднён и деревня была включена в состав Минского района. С 20 февраля 1938 года находится в составе Минской области, которая была образована после упразднения окружной системы деления Белорусской ССР. С 4 февраля 1939 года в составе восстановленного Дзержинского района. В годы коллективизации был организован колхоз, который обслуживала Фанипольская МТС.
Во время Великой Отечественной войны с 28 июня 1941 года по 6 июля 1944 года деревня была оккупирована немецко-фашистскими захватчиками, на фронте погибли 10 жителей деревни. В 1960 году в деревне проживали 122 жителя, сама деревня входила в состав колхоза имени Фалько. В 1991 году в Василевщине насчитывалось 35 придомовых хозяйств, проживали 80 жителей. С 2003 года деревня входит в состав образованного на базе колхоза СПК «Фалько-2003».

## Население
| Численность населения (по годам) | Численность населения (по годам) | Численность населения (по годам) | Численность населения (по годам) | Численность населения (по годам) | Численность населения (по годам) | Численность населения (по годам) | Численность населения (по годам) | Численность населения (по годам) | Численность населения (по годам) |
| 1909                             | 1917                             | 1960                             | 1991                             | 1999                             | 2004                             | 2009                             | 2017                             | 2018                             | 2020                             |
| -------------------------------- | -------------------------------- | -------------------------------- | -------------------------------- | -------------------------------- | -------------------------------- | -------------------------------- | -------------------------------- | -------------------------------- | -------------------------------- |
| 88                               | ↘62                              | ↗122                             | ↘80                              | ↘57                              | ↘54                              | ↘50                              | ↘47                              | ↗50                              | ↘40                              |
| 2022                             |                                  |                                  |                                  |                                  |                                  |                                  |                                  |                                  |                                  |
| ↘37                              |                                  |                                  |                                  |                                  |                                  |                                  |                                  |                                  |                                  |

## Достопримечательности
- В 500 метрах на восток от деревни расположена братская могила советских воинов, где погребены 483 воина, которые погибли в начале июля 1944 года в боях за освобождение деревни и других деревень сельсовета от немецко-фашистских захватчиков. В 1958 году на могиле был установлен обелиск.
- В 800 метрах севернее Василевщины, в лесу, который слева от деревни Слободка расположен курганный могильник. 11 насыпей диаметром  4-11 метров, высотой 0,5-1,5 метра. Один из курганов повреждён ямой и норами. В 1983 году курганы обследовал Ю.А. Заяц, но раскопки не проводились. Также, предположительно эти курганные могильники обследовал А. Рынейский в 1930 году, в верховьях реки Птичь[8].